# Mieleszyn

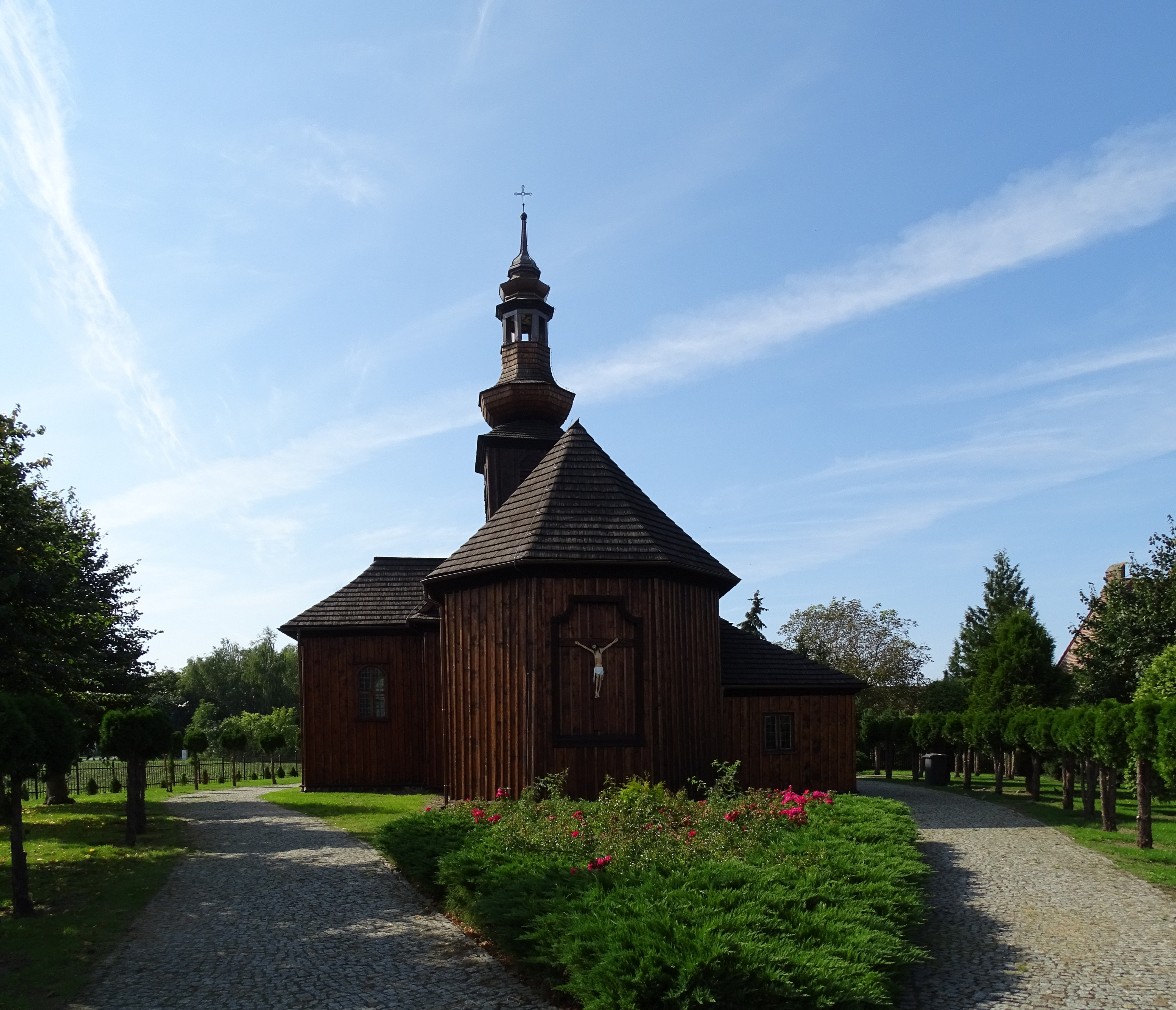
Chiesa di San Stanislao del 1682.

Mieleszyn è un comune rurale polacco del distretto di Gniezno, nel voivodato della Grande Polonia.
Ricopre una superficie di 99,24 km² e nel 2004 contava 3 981 abitanti.